# Kotekal, Manvi
Kotekal là một làng thuộc tehsil Manvi, huyện Raichur, bang Karnataka, Ấn Độ.